# Milan Vidmar
Pour les articles homonymes, voir Vidmar.
Milan Vidmar (22 juin 1885 à Laibach, Autriche-Hongrie, mort le 9 octobre 1962) est un joueur d'échecs, un ingénieur électricien, un philosophe et un écrivain austro-hongrois puis yougoslave d'expression slovène. Il était un spécialiste des transformateurs électriques de puissance et de la transmission du courant électrique.

## Biographie

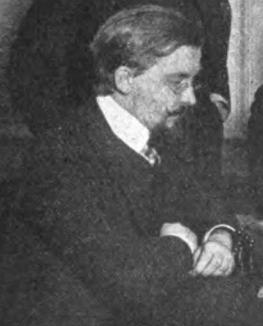
Milan Vidmar au tournoi de Saint-Pétersbourg en 1909

Né dans une famille de classe moyenne à Ljubljana (aujourd'hui en Slovénie), Vidmar commence à étudier l'ingénierie mécanique en 1902, et obtient son diplôme en 1907 à l'Université de Vienne et son doctorat en 1911 à la faculté technique de Vienne. L'étude du génie électrique à la faculté technique ne commence qu'en 1904, donc Vidmar doit passer des examens spéciaux dans les bases du domaine.
Entre 1912 et 1913, il travaille à la célèbre usine Ganz à Budapest en tant qu'assistant d'Ottó Titusz Bláthy, l'un des grands inventeurs et experts des transformateurs ; Vidmar à son tour en devient spécialiste. 
Il est professeur à l'Université de Ljubljana, membre de l'Académie slovène des arts et des sciences et fondateur de la Faculté de génie électrique. Entre 1928 et 1929, il est le 10e chancelier de l'Université de Ljubljana. En 1948, il fonde l'Institut d'électrotechnique qui porte aujourd'hui son nom. 

### Famille
Son frère cadet, Josip Vidmar, était un critique littéraire et intellectuel public slovène influent ; son fils, Milan Vidmar, Jr. était un maître international d'échecs.

## Carrière aux échecs

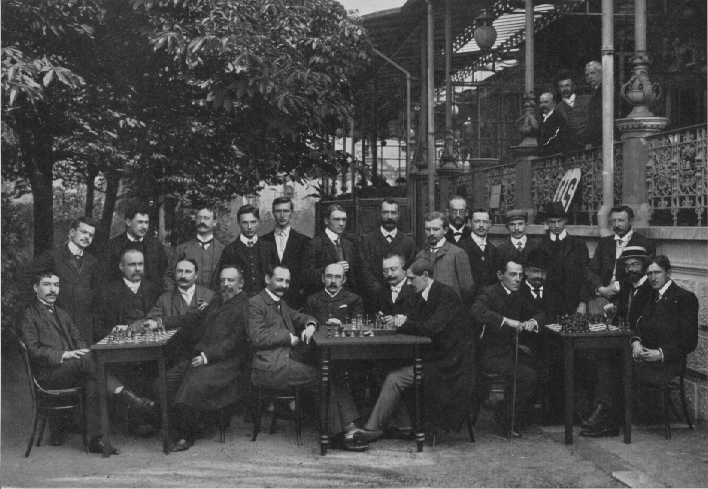
Tournoi d'échecs de Karlsbad de 1907 : (assis) Rubinstein, Marco, Fähndrich, Tschigorin, Schlechter, Hofter, Tietz, Maróczy, Janowski, Dr. Neustadtl, Drobny, Marshall, (debout) Niemzowitsch, Wolf, Mieses, Cohn, Johner, Leonhardt, Salwe, Vidmar, Berger, Spielmann, Dus-Chotimirski, Tartakower,Dr. Olland.

Vidmar s'est aussi démarqué en tant que joueur d'échecs, faisant partie des meilleurs du monde de 1911 à 1929, tout en jouant à titre d'amateur. Il a remporté le championnat d'échecs de Yougoslavie en 1939. En 1950, la fédération internationale lui décerna le titre de grand maître international des échecs.
Un tournoi est organisé  en son honneur depuis 1969 : le mémorial Milan Vidmar.
Il était le père de Milan Vidmar junior, également joueur d'échecs.

### Une partie d'exemple
Rubinstein-Vidmar, Berlin, 1918,
1. d4 Cf6 2. c4 e5 3. dxe5 Cg4 4. Ff4 Cc6 5. Cf3 Fb4+ 6. Cc3 De7 7. Dd5 Fxc3+ 8. bxc3 Da3 9. Tc1 f6 10. exf6 Cxf6 11. Dd2 d6 12. Cd4 0-0 13. e3 Cxd4! 14. cxd4 Ce4 15. Dc2 Da5+ 16. Re2 Txf4!! 17. exf4 Ff5 18. Db2 Te8 19. Rf3 Cd2+ 20. Rg3 Ce4+ 21. Rh4 Te6 22. Fe2 Th6+ 23. Fh5 Txh5+ 24. Rxh5 Fg6+ 0-1